# Озёрщинский сельсовет
Озёрщинский сельсовет — административная единица на территории Речицкого района Гомельской области Республики Беларусь. Административный центр — деревня Озёрщина.

## Состав
Озёрщинский сельсовет включает 4 населённых пункта:
- Борхов — деревня.
- Озерщина — деревня.
- Рудня — посёлок.
- Унорица — деревня.